# К самому себе, на размолвку с возлюбленной
«К самому себе, на размолвку с возлюбленной» (лат. Ad se ipsum) — условное название стихотворения римского поэта Гая Валерия Катулла, включённого в состав посмертного сборника («Книги Катулла Веронского») под номером 8. Здесь автор обращается к себе самому («Катулл несчастный, перестань терять разум»), чередуя это с упоминаниями себя в третьем лице. Стихотворение написано ямбом — размером, который традиционно использовался для стихов обличительного характера.
Катулл убеждает себя в том, что между ним и возлюбленной всё кончено. Свою «милую» он называет преступной и упрекает в вероломстве, текст пестрит выражениями, позамствованными из латинских комедий (Плавта и Теренция). Из-за множества повторов и общей отрывистости стихотворение напоминает заклинание. Исследователи полагают, что фигурирующая здесь женщина — Лесбия, находят в тексте воспоминания о свиданиях в доме Аллия (стихотворение «К Аллию», № 68) и перекличку со стихотворением № 87, «О Лесбии».